# José Alarcón

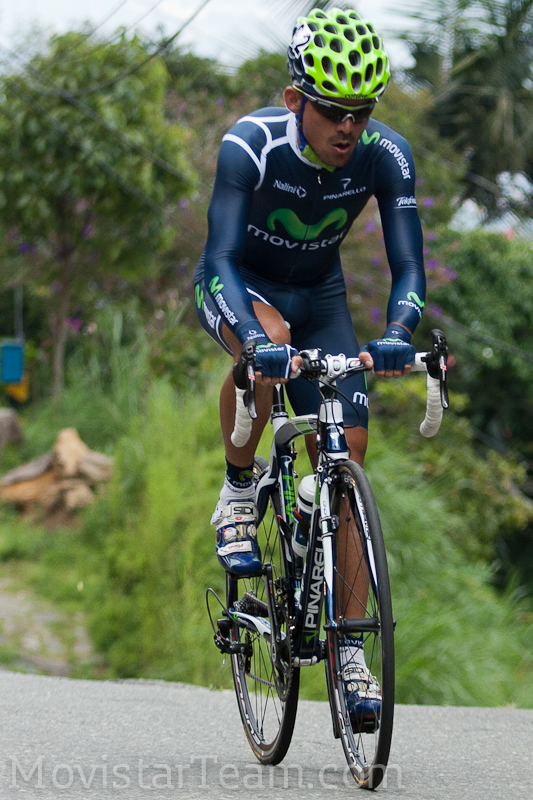
José Alarcón bei der Vuelta a Antioquia 2011

José Alarcón (* 12. Juni 1988) ist ein venezolanischer Radrennfahrer.
Alarcon gewann 2007 mit dem Eintagesrennen Clasico Corre Por La Vida seinen ersten internationalen Wettbewerb. Sein bis dahin größter Karriereerfolg gelang ihm mit dem Gesamtwertungssieg der Vuelta a Venezuela im Jahr 2015. Außerdem gewann er Abschnitte lateinamerikanischer Etappenrennen.

## Erfolge
2007
- Clasico Corre Por La Vida

2009
- eine Etappe Vuelta al Táchira

2010
- drei Etappen Vuelta al Táchira
- eine Etappe Vuelta a Cuba

2015
- Gesamtwertung und eine Etappe Vuelta a Venezuela

2016
- eine Etappe Vuelta a Venezuela

2021
- eine Etappe Vuelta al Táchira

2022
- eine Etappe Vuelta al Táchira

## Teams
- 2011–2012 Movistar Continental Team